# Biko (gastronomia)
Il biko è un dolce filippino.

## Caratteristiche
Il biko è una torta preparata utilizzando riso glutinoso, cocco e zucchero di canna. Di solito è sormontato da latik: un termine che può indicare analogamente del cocco grattugiato o un particolare sciroppo caramellato utilizzato per insaporire vari dolci filippini. Il biko viene preparato alla maniera del kalamay, con la sola differenza che i chicchi di riso non vengono macinati. A volte il biko viene servito avvolto in foglie di banana come i suman.

## Varianti
Il biko può anche essere preparato con altri ingredienti tipici della gastronomia filippina fra cui l'igname viola, un tubero da cui si ricava l'ube biko, che presenta una colorazione viola, mentre dalle foglie di pandan si ottiene il pandan biko, di colore verde brillante.
Nelle regioni di lingua cebuana delle Filippine viene anche prodotto il puto maya, un tortino ricavato dal riso glutinoso viola (tapol). Dopo essere stato imbevuto in acqua, il riso viene scolato e quindi posto in una vaporiera per 30 minuti. Questa miscela viene quindi mescolata con latte di cocco, sale, zucchero e succo di zenzero e rimessa nella vaporiera per altri 25-30 minuti. Spesso questo dolce viene servito con la cioccolata calda (sikwate) o il mango. A differenza del biko, il puto maya è cotto al dente.